# Xénoperdrix des Udzungwa
Xenoperdix udzungwensis
Espèce
Statut de conservation UICN

 EN B1ab(v) : En danger
La Xénoperdrix des Udzungwa ou Xénoperdrix de Tanzanie (Xenoperdix udzungwensis) est une espèce d'oiseaux de la famille des Phasianidae.

## Répartition

Répartition du genre Xenoperdix en Tanzanie : en rouge, au nord, celle de la Xénoperdrix des Rubeho ; en bleu, au sud, celle de la Xénoperdrix des Udzungwa.

Cette espèce est endémique des monts Udzungwa en Tanzanie.
Cette espèce africaine a été découverte en 1991 dans le sud-ouest de la Tanzanie par Dinesen et al. (1994). Les auteurs l’ont rapidement apparentée aux perdrix du genre Arborophila par la forme du bec, les écailles du tarse, les dessins contrastés des flancs, des sous-caudales et des couvertures alaires, les couleurs rousses des sourcils et de la face, le dos barré, de couleur brun-olive. Cette parenté a été confirmée par Crowe et al. (2006). La Xenoperdrix de Tanzanie n’est connue que dans des fragments forestiers, dans les montagnes Udzungwa, notamment vers les monts Luhombero (240 km2) et Nyumbanitu (55 km2), et dans les montagnes Rubeho situées 150 km plus au nord, dans la forêt couvrant le sommet du mont Chugu. La population totale se situerait entre 3 000 et 4 000 oiseaux, avec de grandes différences de densité suivant les fragments forestiers (Hennache & Ottaviani 2011).

## Taxinomie
L'ancienne sous-espèce X. u. obscuratus (Fjeldså & Kiure, 2003) a été séparée et est maintenant reconnue comme une espèce à part entière, la Xénoperdrix des Rubeho (Xenoperdix obscuratus). Elle diffère de la forme nominative par sa taille plus petite, l’absence de demi-collier blanc et noir à la base de la gorge, remplacé par une rangée de plumes noires, la face beaucoup plus sombre, des couvertures alaires avec des bordures distales gris clair qui leur donnent un aspect écailleux plutôt que barré.  Bowie & Fjeldså (2005) ont proposé d’élever ce taxon au rang d’espèce en raison de différences génétiques et morphologiques entre obscuratus et udzungwensis, et de l’absence d’échange génétique entre les populations des montagnes Udzungwa et Rubeho ; ces deux populations présenteraient une divergence génétique de 0,5 % dans les séquences mitochondriales étudiées.

## Habitat

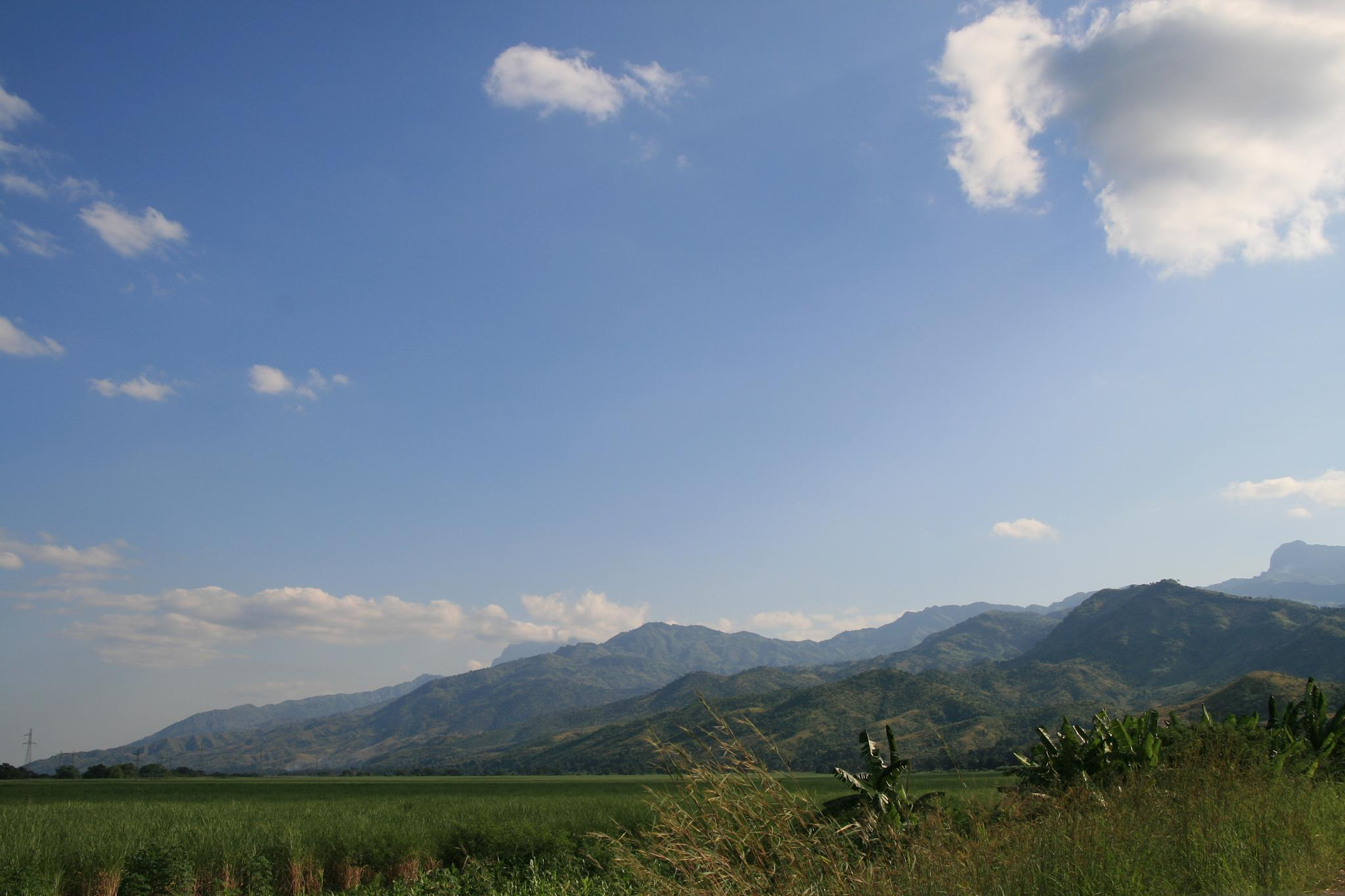
Vue des monts Udzungwa depuis la plaine.

Cette espèce habite les forêts sempervirentes de montagne entre 1 300 et 1 900 m pour la sous-espèce udzungwensis, 1 600 et 2 200 m pour obscuratus. Elle se rencontre de préférence sur les crêtes, les pentes escarpées surtout lorsque le sous-bois est clair avec des papyrus (Cyperus) et des fougères éparses. Le conifère Podocarpus est présent dans toutes les stations où l’espèce a été trouvée, bien que ce ne soit pas toujours l’espèce dominante, les autres essences étant représentées par Hagenia abyssinica, Albizia gummifera, Olea europaea, Phoenix reclinata (Hennache & Ottaviani 2011).

## Mœurs
Les Xénoperdrix ne sont pas des oiseaux timides puisque l’on peut les approcher à trois mètres environ. Elles vivent en groupe de 3 à 13 individus, mais se rencontrent parfois seules. Elles se nourrissent en fouillant les litières de feuilles à la recherche d’invertébrés, qui constituent la plus grande partie de leur régime, et de graines. Cette espèce se perche dans les arbres, en groupes, entre quatre et huit mètres au-dessus du sol (Hennache & Ottaviani 2011).

## Nidification
La période de nidification commence à la saison des pluies, de novembre à mars. Des adultes accompagnés de poussins ont été aperçus fin novembre, début décembre et début janvier. Les immatures sont observables toute l’année avec un pic de février à juillet (BirdLife International 2009).

## Statut, conservation
Cette espèce est classée « en danger » en raison de son aire de répartition limitée, dans seulement trois localités où la chasse, le braconnage et la dégradation de l’habitat sont des menaces potentielles. La taille de population semble stable bien que montrant des grandes variations annuelles. Le dérangement  par les activités humaines, telles que la cueillette ou le ramassage de bois de chauffage ou des incendies allumés volontairement, pose aussi un problème. La croissance démographique entraine une augmentation du nombre de fermes qui s’installent préférentiellement en lisière de forêts ; les feux de brousse allumés pour nettoyer le sol échappent parfois à tout contrôle et gagnent la forêt comme ce fut le cas en 2003. Les monts Luhombero et Nyumbanitu sont situés respectivement dans un parc national et dans une réserve naturelle mais la protection n’y est que théorique car les feux de brousse, le bûcheronnage et le braconnage continuent à y sévir (BirdLife International 2009).